# Bagossy Bálint
Bagossy Bálint (Budapest, 1999. november 19. -) magyar rendező. Édesapja Bagossy László rendező, nővére Bagossy Júlia rendező, nagybátyja Bagossy Levente díszlettervező.

## Életpályája
2018-ban érettségizett a budapesti Fazekas Mihály Gimnáziumban. Egy évig fotográfiát tanult, majd 2019-ben felvételt nyert a Színház- és Filmművészeti Egyetem filmrendező szakára, Janisch Attila és Szász János osztályába. 2020-as egyetemét érintő tiltakozássorozat résztvevője, egyetemfoglaló. Diplomáját osztálytársaival végül a bécsi Filmakadémián szerezte meg 2023-ban. 
Kamaszkorában filmekben szerepelt, és később egy színházi előadásban is, a TÁP Színház Mit csináljak, hogy jobban érezd magad? című produkciójában. 
2023-ban színpadra alkalmazta rendezőként Thomas Bernhard Irtás című regényét a Trafó Kortárs Művészetek Házában.